# Artículo 809 del Código Civil de Corea del Sur
El artículo 809 del Código Civil de Corea del Sur (en coreano: 민법 제 809조) codificaba una norma tradicional (una costumbre) que prohibía el matrimonio entre hombres y mujeres que tuvieran el mismo apellido y casa ancestral. El 16 de julio de 1997 la Corte Constitucional de Corea del Sur declaró el artículo como inconstitucional. En marzo de 2002 la Asamblea Nacional de Corea del Sur sancionó una reforma del artículo, que entró en vigor el 31 de marzo de 2005, por la que la prohibición ahora únicamente existía entre hombres y mujeres con un parentesco cercano.

## Normas que limitan el matrimonio
En Corea del Sur, un hijo recibe el apellido de su padre. Tradicionalmente, hombres y mujeres que tienen el mismo apellido y "casa ancestral" —denominada dongseong dongbon (Hangul: 동성동본, Hanja: 同姓同本), no se les permite casarse entre sí, es decir, constituye un impedimento dirimente.
Esta norma —denominada honinbeop (Hangul: 혼인법, Hanja: 婚姻法)— se originó en China, y su uso en Corea se remonta al menos hasta el final de la dinastía Joseon en Corea. En el contexto del confucianismo, la norma constituyó un mecanismo para mantener las identidades de las familias y asegurar la integridad de la familia como una institución sociopolítica.